# Vitis rupestris
Espèce
Classification APG III (2009)
Vitis rupestris est une espèce d'arbrisseaux sarmenteux de la famille des Vitaceae. Elle est cultivée pour ses fruits en grappes. Elle atteint des hauteurs de 0,6  à 2m. Les vignes américaines se localisent principalement dans les états Tennessee, Kentucky, Illinois, Missouri, Kansas, Nouveau-Mexique, Oklahoma, Arkansas, Texas, Louisiane et Mississippi.  

## Cultivars et hybridation
De nombreux croisements ont été réalisés avec des espèces américaines (Vitis riparia, Vitis berlandieri...) pour obtenir des porte-greffes ou des hybrides. Certains hybrides font encore l'objet d'une culture importante:
- Léon Millot
- Maréchal Foch ainsi que de nombreux hybrides d'Albert Seibel.

## Noms viticoles
Vitis rupestris est connu sous les noms de « Beach Grape, Bush Grape, Currant Grape, Felsrebe, Ingar Grape,  July Grape, Mountain Grape,  Rock Grape,  Sand Grape, Sandrebe » et « Sugar Grape ».